# Косогорский район
Косогорский район — административно-территориальная единица в Тульской области РСФСР, существовавшая в 1944—1965 годах. Административный центр — рабочий посёлок Косая Гора.
Район образован 15 февраля 1944 года в составе Тульской области за счет разукрупнения Тульского района.
В 1963 году в состав района вошли сельские территории упразднённых Ленинского и Болоховского районов.
12 января 1965 года Косогорский район был упразднён, городские поселения вошли в состав города Тулы, а сельские территории — в состав Ленинского района.